# スヴェレ・ブローダール
スヴェレ・ブローダール（Sverre Brodahl、1909年1月26日 - 1998年11月2日）はノルウェー、ブスケルー県モーダム（w:en:Modum）出身の元ノルディック複合、クロスカントリースキー選手。
実兄のトリグヴ・ブローダール（Trygve Brodahl）もクロスカントリースキーでガルミッシュパルテンキルヒェンオリンピックに出場した。

## プロフィール
1935年ノルディックスキー世界選手権の4x10kmリレーで銀メダルを獲得した。
翌1936年ガルミッシュ・パルテンキルヘンオリンピックではノルディック複合で銅メダル、クロスカントリースキー4x10kmリレーでは銀メダルを獲得した。
また1937年のホルメンコーレン大会で優勝している。
後年、Ivar Almeとともにスキー用品メーカーのAlme & Brodahl社を設立した。
1998年に死去。